# Шабаб Аль-Ордон
Шабаб Аль-Ордон (букв. «Иорданский молодежный клуб») — иорданский профессиональный футбольный клуб, базирующийся в Аммане, который участвует в чемпионате Иордании. Клуб был основан в 2002 году и является самым молодым клубом в высшей лиге. После создания команда добилась значительных успехов за очень короткий период времени, она заняла четвёртое место в Иорданской лиге в сезоне 2004/05, а в следующем сезоне выиграла лигу, а также Кубок Иордании. Самым большим достижением клуба стало завоевание Кубка АФК 2007 года.

## История
Фактически, руководство клуба «Шабаб Аль-Ордон» сыграло важную роль в достижении успеха, особенно президент клуба Салим Хаир. Клуб за короткое время сумел создать конкуренцию титулованным «Аль-Вихдату» и «Аль-Файсали». Пиком успеха клуба были 2004—2007 годы «Шабаб», но с тех пор выступления команды ухудшились. В 2010-х она занимала места преимущественно в середине турнирной таблицы чемпионата, за исключением сезона 2012/13, когда удалось повторить успех в чемпионате.

### Кубок АФК 2007
«Шабаб Аль-Ордон» квалифицировался на Кубок АФК 2007 года, второй по значимости клубный турнир в Азии (иорданские клубы не прошли по лицензионным требованиям для участия в Лиге чемпионов АФК и, таким образом, выступали в Кубке АФК). «Шабаб Аль-Ордон» дебютировал на международной арене победой со счетом 2:0 над йеменским «Аль-Сакром» в группе А, после трёх игр команда набрала максимальное количество очков. Вторая половина группового этапа была менее удачной для иорданцев, тем не менее «Шабаб Аль-Ордон» занял второе место в группе и прошёл дальше.
Затем в 1/4 финала «Шабаб Аль-Ордон» встретился с сингапурским «Уорриорс». Клуб провёл хороший первый матч, обыграв дома сингапурскую команду со счётом 5:0. Несмотря на поражение 3:0 в ответной игре команда прошла дальше по сумме двух матчей.
В полуфинал вышли три иорданские команды. «Шабаб Аль-Ордон» избежал дерби, так как играл с «Неджмехом». Исход двухматчевого противостояния решил единственный гол Одаи аль-Саифи из «Шабаб Аль-Ордон».
Впервые в истории турнира в финале встретились две иорданские команды. После нулевого первого тайма Одаи ас-Саифи забил единственный гол в игре на 52-й минуте. В ответном матче Хайтам Аш-Шбоул сравнял общий счёт противостояния. Но перед перерывом Мустафа Шехде сравнял счёт в матче и вывел «Шабаб Аль-Ордон» вперёд по сумме. В итоге команда выиграла турнир.

## Стадион
«Шабаб Аль-Ордон» проводит свои домашние игры на стадионе «Король Абдалла II» в Аммане. Стадион построен в 1998 году и вмещает 13 тысяч человек.

## Форма
Домашняя форма «Шабаб Аль-Ордон» окрашена в красные и белые полосы, а выездная форма — в чёрные и белые полосы.